# ابديل ارويو
ابديل ارويو (بالإسبانية: Abdiel Arroyo)‏ (13 ديسمبر 1993 بنما - ) هو لاعب كرة قدم بنمي.

## وصلات خارجية
ابديل ارويو على موقع الاتحاد الدولي (مؤرشف)  (الإنجليزية)
- ابديل ارويو على موقع إي إس بي إن إف سي (الإنجليزية)
- ابديل ارويو على موقع قاعدة بيانات كرة القدم.إي يو (الإنجليزية)
- ابديل ارويو على موقع ناشيونال فوتبول تيمز (الإنجليزية)
- ابديل ارويو على موقع Soccerway.com (الإنجليزية)
- ابديل ارويو على موقع AS.com (الإسبانية)